# Милейковська сільська рада
Милейковська сільська́ ра́да (біл. Мілейкаўскі сельсавет) — адміністративно-територіальна одиниця у складі Івацевицького району Берестейської області Білорусі. Адміністративний центр — село Милейки.

## Склад
Населені пункти, що підпорядковувалися сільській раді станом на 2009 рік:
| Населений пункт | Тип  | Населення, осіб (2009) |
| --------------- | ---- | ---------------------- |
| Галик           | село | 38                     |
| Булла           | село | 85                     |
| Бусяж           | село | 182                    |
| Гладиші         | село | 15                     |
| Галинка         | село | 4                      |
| Гривда          | село | 192                    |
| Доргужи         | село | 5                      |
| Дубитово        | село | 46                     |
| Жемойдяки       | село | 49                     |
| Кулеші          | село | 47                     |
| Лозовці         | село | 23                     |
| Милейки         | село | 531                    |
| Рацкевичі       | село | 66                     |
| Соковці         | село | 17                     |
| Хороща          | село | 95                     |

## Населення
За переписом населення Білорусі 2009 року чисельність населення сільської ради становила 1395 осіб.

### Національність
Розподіл населення за рідною національністю за даними перепису 2009 року:
| Національність | Осіб | Відсоток |
| -------------- | ---- | -------- |
| білоруси       | 1345 | 96,42 %  |
| росіяни        | 28   | 2,01 %   |
| українці       | 19   | 1,36 %   |
| поляки         | 3    | 0,22 %   |
| Разом          | 1395 | 100 %    |